# Roeslan Zjigansjin
Roeslan Nailjevitsj Zjigansjin (Russisch: Руслан Наильевич Жиганшин) (Moskou, 25 september 1992) is een Russisch voormalig kunstschaatser die actief was in de discipline ijsdansen. Hij nam met zijn voormalige schaatspartner Viktoria Sinitsina deel aan de Olympische Spelen in Sotsji, waar het paar zestiende werd bij het ijsdansen. Van 2014 tot 2017 schaatste hij met Jelena Ilinych.

## Biografie

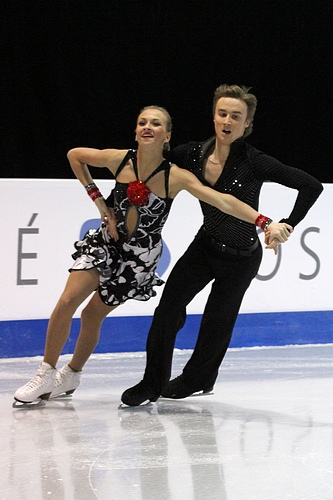
Zjigansjin en Viktoria Sinitsina (2011)

Zjigansjin raakte geïnteresseerd in kunstschaatsen nadat zijn moeder hem een keer had meegenomen naar de schaatstraining van zijn vijf jaar oudere zus Nelli (een kunstschaatsster die jarenlang uitkwam voor Duitsland). Hij begon in 1996 met de sport en stapte op negenjarige leeftijd over naar het ijsdansen. Voor Sinitsina had hij één andere schaatspartner, waarna hij een jaar zonder partner zat.
Hij ontmoette Viktoria Sinitsina in de trainingsgroep van de voormalige wereldkampioenen Irina Lobatsjova en Ilja Averboech en ging met haar schaatsen. Al spoedig stapten de twee over naar de schaatsgroep van de moeder-en-dochtercoaches Jelena Koestarova en Svetlana Aleksejeva. In 2012 veroverden Sinitsina en Zjigansjin goud bij de Junior Grand Prix-finale, de NK junioren én de WK junioren. Het jaar erna maakten ze de overstap naar de senioren. Door het behalen van de derde plaats tijdens de nationale kampioenschappen van 2014, mochten Sinitsina en Zjigansjin meedoen aan de EK, de WK en de Olympische Spelen. Ze werden er respectievelijk vierde, zevende en zestiende. Vlak na de WK beëindigde Sinitsina de samenwerking. Hierop ging hij een samenwerking aan met Jelena Ilinych. Ze werden meteen Russisch kampioen, eindigden als vierde bij de EK 2015 en als zevende bij de WK 2015. In het voorjaar van 2017 beëindigde Zjigansjin zijn sportieve carrière.

## Belangrijke resultaten
2007-2014 met Viktoria Sinitsina, 2014-2017 met Jelena Ilinych
| Kampioenschap            | 07/08 | 08/09 | 09/10 | 10/11  | 11/12 | 12/13         | 13/14         |               | 14/15         | 15/16         | 16/17         |
| ------------------------ | ----- | ----- | ----- | ------ | ----- | ------------- | ------------- | ------------- | ------------- | ------------- | ------------- |
| Olympische Spelen        |       |       |       |        |       |               | 16e           |               |               |               |               |
| Wereldkampioenschap      |       |       |       |        |       |               | 7e            | 7e            |               |               |               |
| Europees kampioenschap   |       |       |       |        |       |               | 4e            | 4e            |               |               |               |
| Grand Prix-finale        |       |       |       |        |       |               |               | 6e            |               |               |               |
| Nationaal kampioenschap  |       |       |       |        |       | 5e            | Brons         | Goud          | 4e            | 4e            |               |
| WK junioren              |       |       |       |        | Goud  | geen deelname | geen deelname | geen deelname | geen deelname | geen deelname | geen deelname |
| Junior Grand Prix-finale |       |       |       | Zilver | Goud  | geen deelname | geen deelname | geen deelname | geen deelname | geen deelname | geen deelname |
| NK junioren              | 12e   | 7e    | 6e    | t.z.t. | Goud  | geen deelname | geen deelname | geen deelname | geen deelname | geen deelname | geen deelname |